# Campeonato Mundial de Atletismo de 2019 - Revezamento 4x100 m feminino
A competição dos 4 x 100 metros estafetas feminino no Campeonato Mundial de Atletismo de 2019 foi realizada no Estádio Internacional Khalifa, em Doha, no Catar, nos dias 4 de outubro e 5 de outubro.

## Recordes
Antes da competição, os recordes eram os seguintes: 
| Recorde mundial                               | Tianna Madison, Allyson Felix · Bianca Knight, Carmelita Jeter (USA)                       | 40.82 | Londres, Reino Unido     | 10 de agosto de 2012  |
| Recorde do campeonato                         | Veronica Campbell-Brown, Natasha Morrison · Elaine Thompson, Shelly-Ann Fraser-Pryce (JAM) | 41.07 | Pequim, China            | 29 de agosto de 2015  |
| Melhor marca do ano                           | Lisa-Marie Kwayie, Yasmin Kwadwo · Tatjana Pinto, Gina Lückenkemper (GER)                  | 41.67 | Berlim, Alemanha         | 1 de setembro de 2019 |
| Recorde africano                              | Beatrice Utondu, Faith Idehen · Christy Opara-Thompson, Mary Onyali-Omagbemi (NGA)         | 42.39 | Barcelona, Espanha       | 7 de agosto de 1992   |
| Recorde asiático                              | Xiao Lin, Li Yali · Liu Xiaomei, Li Xuemei (CHN)                                           | 42.23 | Xangai, China            | 23 de outubro de 1997 |
| Recorde da América do Norte, Central e Caribe | Tianna Madison, Allyson Felix · Bianca Knight, Carmelita Jeter (USA)                       | 40.82 | Londres, Reino Unido     | 10 de agosto de 2012  |
| Recorde sul-americano                         | Evelyn dos Santos, Ana Cláudia Lemos · Franciela Krasucki, Rosângela Santos (BRA)          | 42.29 | Moscou, Rússia           | 8 de agosto de 2013   |
| Recorde europeu                               | Silke Gladisch-Möller, Sabine Rieger · Ingrid Auerswald-Lange, Marlies Göhr (DDR)          | 41.37 | Camberra, Austrália      | 6 de outubro de 1985  |
| Recorde da Oceania                            | Rachael Massey, Suzanne Broadrick · Jodi Lambert, Melinda Gainsford-Taylor (AUS)           | 42.99 | Polokwane, África do Sul | 18 de março de 2000   |

Os seguintes recordes mundiais ou olímpicos foram estabelecidos durante esta competição:
| Data         | Evento | Atletas                                                                          | Tempo | Notas               |
| ------------ | ------ | -------------------------------------------------------------------------------- | ----- | ------------------- |
| 5 de outubro | Final  | Natalliah Whyte, Shelly-Ann Fraser-Pryce, Jonielle Smith, Shericka Jackson (JAM) | 41.44 | Melhor marca do ano |

## Medalhistas
| Ouro | Prata                                                                                                  | Bronze                                                                              |
| Jamaica · Natalliah Whyte · Shelly-Ann Fraser-Pryce · Jonielle Smith · Shericka Jackson · Natasha Morrison* | Grã-Bretanha · Asha Philip · Dina Asher-Smith · Ashleigh Nelson · Daryll Neita · Imani-Lara Lansiquot* | Estados Unidos · Dezerea Bryant · Teahna Daniels · Morolake Akinosun · Kiara Parker |

(*) Disputaram apenas as eliminatórias

## Calendário
| Data                 | Horário | Fase          |
| -------------------- | ------- | ------------- |
| 4 de outubro de 2019 | 20:40   | Eliminatórias |
| 5 de outubro de 2019 | 22:05   | Final         |

Todos os horários estão no horário local (UTC+3)

## Resultados

### Eliminatórias
Qualificação: Três primeiros de cada bateria (Q) e os dois melhores tempos (q) das eliminatórias. 
| Pos. | Bateria | Raia | Nacionalidade     | Atletas                                                                      | Tempo | Notas                |
| ---- | ------- | ---- | ----------------- | ---------------------------------------------------------------------------- | ----- | -------------------- |
| 1    | 2       | 8    | Jamaica           | Natalliah Whyte, Shelly-Ann Fraser-Pryce, Jonielle Smith, Natasha Morrison   | 42.11 | Q,                   |
| 2    | 2       | 4    | Grã-Bretanha      | Asha Philip, Imani-Lara Lansiquot, Ashleigh Nelson, Daryll Neita             | 42.25 | Q,                   |
| 3    | 2       | 6    | China             | Liang Xiaojing, Wei Yongli, Kong Lingwei, Ge Manqi                           | 42.36 | Q                    |
| 4    | 1       | 3    | Estados Unidos    | Dezerea Bryant, Teahna Daniels, Morolake Akinosun, Kiara Parker              | 42.46 | Q                    |
| 5    | 1       | 4    | Trinidad e Tobago | Semoy Hackett, Kelly-Ann Baptiste, Reyare Thomas, Kamaria Durant             | 42.75 | Q,                   |
| 6    | 1       | 7    | Suíça             | Ajla Del Ponte, Sarah Atcho, Mujinga Kambundji, Salomé Kora                  | 42.82 | Q                    |
| 7    | 2       | 2    | Alemanha          | Lisa-Marie Kwayie, Yasmin Kwadwo, Jessica-Bianca Wessolly, Gina Lückenkemper | 42.82 | q                    |
| 8    | 2       | 7    | Itália            | Johanelis Herrera Abreu, Gloria Hooper, Anna Bongiorni, Irene Siragusa       | 42.90 | q,                   |
| 9    | 1       | 2    | Países Baixos     | Nargélis Statia Pieter, Marije van Hunenstijn, Jamile Samuel, Naomi Sedney   | 43.01 |                      |
| 10   | 2       | 3    | Nigéria           | Joy Udo-Gabriel, Blessing Okagbare, Mercy Ntia-Obong, Rosemary Chukwuma      | 43.05 | Recorde da temporada |
| 11   | 2       | 5    | Gana              | Flings Owusu-Agyapong, Gemma Acheampong, Persis William-Mensah, Halutie Hor  | 43.62 | Recorde da temporada |
| 12   | 1       | 5    | Cazaquistão       | Rima Kashafutdinova, Elina Mikhina, Svetlana Golendova, Olga Safronova       | 43.79 |                      |
| 13   | 1       | 9    | Dinamarca         | Astrid Glenner-Frandsen, Ida Karstoft, Mette Graversgaard, Mathilde Kramer   | 43.92 |                      |
| 14   | 1       | 6    | Austrália         | Melissa Breen, Nana Adoma Owusu-Afriyie, Maddie Coates, Celeste Mucci        | DNF   | DNF                  |
| 14   | 2       | 9    | Brasil            | Bruna Farias, Vitória Cristina Rosa, Lorraine Martins, Rosângela Santos      | DSQ   | 163.3(a)             |
| 14   | 1       | 8    | França            | Carolle Zahi, Cynthia Leduc, Estelle Raffai, Orlann Ombissa-Dzangue          | DSQ   | 170.7                |

### Final
A final ocorreu dia 5 de outubro às 22:05. 
| Pos.              | Raia | Nacionalidade     | Atletas                                                                      | Tempo | Notas                |
| ----------------- | ---- | ----------------- | ---------------------------------------------------------------------------- | ----- | -------------------- |
| Medalha de ouro   | 4    | Jamaica           | Natalliah Whyte, Shelly-Ann Fraser-Pryce, Jonielle Smith, Shericka Jackson   | 41.44 | Melhor marca do ano  |
| Medalha de prata  | 6    | Grã-Bretanha      | Asha Philip, Dina Asher-Smith, Ashleigh Nelson, Daryll Neita                 | 41.85 | Recorde da temporada |
| Medalha de bronze | 7    | Estados Unidos    | Dezerea Bryant, Teahna Daniels, Morolake Akinosun, Kiara Parker              | 42.10 | Recorde da temporada |
| 4                 | 9    | Suíça             | Ajla Del Ponte, Sarah Atcho, Mujinga Kambundji, Salomé Kora                  | 42.18 | Recorde nacional     |
| 5                 | 2    | Alemanha          | Lisa-Marie Kwayie, Yasmin Kwadwo, Jessica-Bianca Wessolly, Gina Lückenkemper | 42.48 |                      |
| 6                 | 5    | Trinidad e Tobago | Semoy Hackett, Kelly-Ann Baptiste, Mauricia Prieto, Kamaria Durant           | 42.71 | Recorde da temporada |
| 7                 | 3    | Itália            | Johanelis Herrera Abreu, Gloria Hooper, Anna Bongiorni, Irene Siragusa       | 42.98 |                      |
| 8                 | 8    | China             | Liang Xiaojing, Wei Yongli, Kong Lingwei, Ge Manqi                           | DSQ   | 170.7                |

Legenda
| Recorde mundial       | Recorde mundial (World record)               |                       | Recorde africano                      | Recorde africano (African) |                                           | Q | Classificado por posição (Qualified) |
| Recorde do campeonato | Recorde do campeonato (Championship record)  | Recorde da América    | Recorde da América (Americas)         | q                          | Classificado por melhor tempo (Qualified) |   |                                      |
| Melhor marca do ano   | Melhor marca do ano (World leading)          | Recorde asiático      | Recorde asiático (Asian)              | DNS                        | Não largou (Did not start)                |   |                                      |
| Recorde nacional      | Recorde nacional (National record)           | Recorde europeu       | Recorde europeu (European)            | DNF                        | Não terminou (Did not finish)             |   |                                      |
| Recorde pessoal       | Recorde pessoal do atleta (Personal best)    | Recorde da Oceania    | Recorde da Oceania (Oceania)          | DSQ / DQ                   | Desclassificado (Disqualified)            |   |                                      |
| Recorde da temporada  | Recorde da temporada do atleta (Season best) | Recorde sul-americano | Recorde sul-americano (South America) | NM                         | Sem marca (No mark)                       |   |                                      |